# Woodrow Wilson Bridge
Pour les articles homonymes, voir Wilson.
Le Woodrow Wilson Memorial Bridge (aussi connu comme le Wilson Bridge) est un pont basculant qui traverse le Potomac entre la ville indépendante d'Alexandria et la localité d'Oxon Hill. 

## Situation
La tête occidentale du pont se trouve en Virginie, alors que sa plus grande partie est située dans le Maryland. Environ 90 m de la portion centrale de son tablier traverse la pointe sud du District de Columbia. À l'origine, le pont supportait six voies autoroutières et faisait 1 798 m de long. Afin de permettre le passage des navires trans-océaniques vers le port de Washington, D.C., sa structure est celle d'un pont basculant.

## Origine du nom
Il porte le nom de Woodrow Wilson (1856-1924) 28e président des États-Unis acteur important de la Première Guerre mondiale, en tant qu'allié de la France.

## Historique

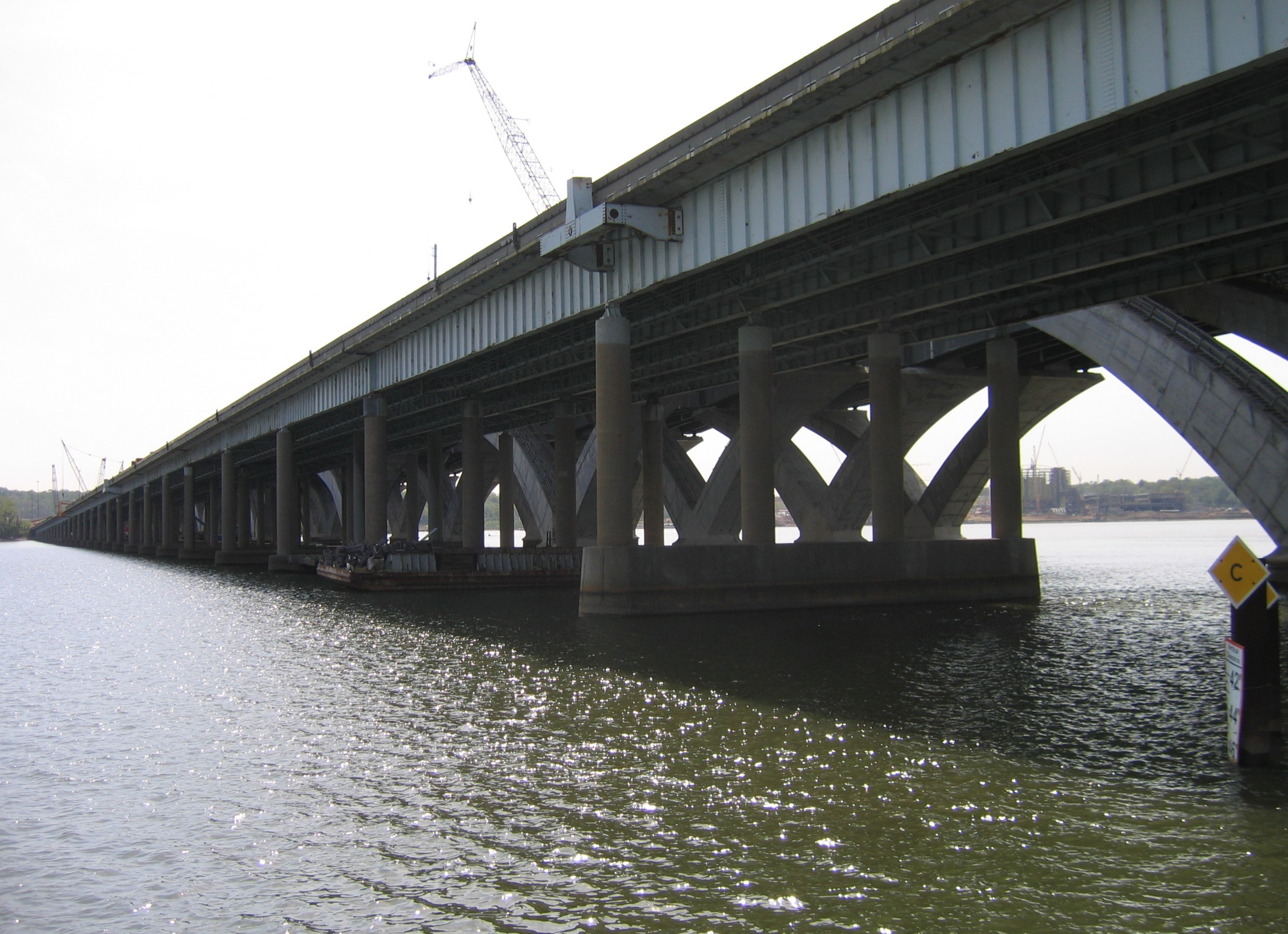
Tablier original

Le Woodrow Wilson Memorial Bridge fut planifié et construit, en 1956, en tant qu'ouvrage d'art du réseau des Interstate highways. Sa construction commença en septembre 1958, puis ouvert au trafic le 28 décembre 1961. Edith Wilson, la veuve du président Wilson, mourut le matin même, elle était censée être l'invitée d'honneur de la cérémonie d'inauguration du pont.

## Capacité et entretien
Conçu pour un trafic de  75 000 véhicules par jour, l'ancien Woodrow Wilson Bridge, en 1999, en accueillait 200 000 par jour. Ce qui causa de nombreux problèmes d'entretien dans les années 1970 déjà. Il fut entièrement re-surfacé en 1983.
L'une des raisons de cet excédent de trafic est qu'il n'avait pas été prévu, à l'origine, qu'il fasse partie de l'axe majeur, nord-sud, de l'Interstate 95, mais plutôt de la ceinture de Washington.
L'ancien pont Wilson a été remplacé par deux nouveaux ponts-levis côte à côte offrant un total de 12 voies et un dégagement vertical pour la navigation de 21 mètres (construction entre 2001 et 2009)